# Інформаційна блокада Голодомору
Інформаційна блокада Голодомору — заперечення та замовчування трагедії Голодомору, яке утримувалось КПРС десятиліттями в СРСР аж до останніх днів радянської влади в Україні.

## Протидія КДБ вшануванню 50-ї річниці трагедії Голодомору
З початком 1980-х років українці західної діаспори розпочали підготовку до вшанування 50-ї річниці Голодомору, кинувши інформаційній блокаді КДБ навколо Голодомору серйозний виклик. Попри те, що повідомлення та публікації, присвячені трагедії, з'являлися за кордоном і до того, — саме тоді ж було заплановано масштабну інформаційну кампанію громадськими акціями і тиском на західних політиків із залученням провідних науковців та журналістів.
Комуністична партія Радянського Союзу відчула загрозу кампанії відновлення пам'яті Голодомору, тому КДБ з самого початку пильно спостерігав за діями українців діаспори та намагався їм чинити всілякі перепони. Перші повідомлення КДБ про підготовку відзначення 50-ї річниці Голодомору стосуються грудня 1982 року, а наступного з 1983 року чекісти регулярно звітували Володимиру Щербицькому про українську кампанію та власні спроби її зупинити: уже в інформації з березня 1983 повідомлялося, що голова уряду УНР в екзилі Ярослав Рудницький направив генеральному секретареві ООН меморандум з даними про Голодомор і звинуваченнями СРСР у геноциді проти українців.
Для привернення уваги світової преси та західних політиків до проблеми Голодомору українські громадські організації на Заході проводили численні мітинги та пікети під радянськими дипломатичними представництвами. Одна з найбільших таких акцій відбулася 2 жовтня 1983 у Вашингтоні поблизу радянського посольства: у мітингу взяли участь близько 8 тисяч осіб.

Особливо небезпечним для радянської влади стало залучення українцями до кампанії провідних політиків своїх держав. У повідомленні КДБ від 1 червня 1983 року зазначається:
Наццентри намагаються притягнути до цього пропагандистського шуму окремих державних діячів США. Зокрема їм вдалося схилити члена палати представників конгресу США Дж. Соломона внести на розгляд конгресу проект провокаційної резолюції, що містить заклик до американського президента «оголосити прокламацію, що засуджує політику геноциду у відношенні до українського народу», заслухати на засіданнях конгресу «свідків-очевидців голоду.
У жовтні голова КДБ УРСР Степан Муха інформував керівництво комуністичної партії, що
...чільникам «Організації захисту прав людини на Україні» вдалося схилити члена плати представників від штату Нью-Джерсі Дж. Флоріо внести на розгляд конгресу питання про створення урядової комісії «з розслідування причин і обставин голоду в Україні в 1932—1933 роках». Через нацпресу оунівці звернулися до української діаспори в США із закликом чинити тиск на конгресменів інших штатів, щоб вони підтримали пропозицію Флоріо.
У грудні занепокоєні кагебісти повідомляли, що в акції до річниці Голодомору в Канаді запланована участь лідера консервативної партії Канади, майбутнього прем'єра Браяна Малруні.

КДБ відслідковував не лише активні політичні дії українців діаспори, але й організовані ними наукові форуми. У повідомленні від 19 травня 1983 йдеться про підготування наукового симпозіуму за участю Канадського інституту українських студій Альбертського університету та чотирьох університетів провінції Квебек. Через місяць першого секретаря ЦК КПУ Володимира Щербицького повідомляли про ще одну «небезпечну ініціативу» українських науковців.
Директор «Українського наукового інституту» при Гарвардському університеті Омелян Пріцак запропонував створити постійний центр типу сіоністського інституту Яд Вашем. У ньому пропонується зосередити публікації про «голод», списки його «жертв», свідчення «очевидців», «фотоматеріали». Для збору та оброблення таких матеріалів, видання «наукових праць», пропагандистських брошур, організації «конференцій» і розроблення «навчальних» програм для шкіл і вищих навчальних закладів передбачається запровадити у вказаному інституті спеціальний курс — так званий «український голокост».
У верхньому лівому кутку документа — резолюція, написана Щербицьким, з вимогою розробити конкретний план протидії. Внизу резолюція, яка повідомляє, що такий план опрацьований і затверджений головою КДБ УРСР Степаном Мухою.
Практично кожне повідомлення КДБ супроводжувалося запевненням керівництва партії: Комітет здійснює активну протидію заходам діаспори, зокрема, в засоби масової інформації «просунуті матеріали, які викривають вигадки про штучний голод».

## «Жнива розпачу»
Інформаційне протистояння між КГБ і діаспорою не завершилося у 1983 році. Наступного року з'явився перший документальний фільм про Голодомор «Жнива розпачу» (автори Юрій Луговий та Святослав Новицький). Показ фільму знову примусив КДБ запевняти керівництво партії, що комітетом «здійснюються активна протидія» і «викриття вказаної антирадянської акції». Попри появу в західних ЗМІ публікацій, які просували необхідні комуністам «спростування», дедалі очевиднішим ставав програш Радянським союзом цієї інформаційної війни.

## Комісія Конгресу США з дослідження фактів голоду в Україні
У 1985 році лобістська кампанія української діаспори в США увінчалася успіхом — Конгрес США створив спеціальну комісію з дослідження фактів голоду в Україні, виконавчим директором якої призначено Джеймса Мейса. Наступного, 1986 року з друку виходить книга всесвітньо відомого британського історика Роберта Конквеста «Жнива скорботи. Радянська колективізація і терор голодом», яка стала потужним аргументом у науковій дискусії щодо суті Голодомору.
Аби протиставитися інформаційному наступу, керівництво комуністичної партії створює власну «антикомісію», яка мала спростувати «вигадки про штучний Голод».
Паралельно із цим КГБ УРСР у співпраці із союзним Комітетом розпочинає розгортання окремої операції під назвою «Фарисеї». У звіті на ім'я Щербицького від 14 березня 1987 року зазначаються певні успіхи у реалізації цієї операції, зокрема появу публікації в тижневику «New York Times Book Review», яка критикує книгу Конквеста як тенденційну і оперту на доказах, «нав'язаних українськими націоналістами». Згадуються вигідні для комітету публікації у канадській «The Globe and Mail», що містять критику фільму «Жнива розпачу».
Проте ці скромні успіхи були далеко не достатніми для того, аби протиставитися чи, принаймні, призупинити розгорнуту українцями кампанію. У повідомленні від 5 травня 1987 року КГБ інформувало Щербицького: у квітні відбулося підсумкове засідання конгресу США, яке затвердило доповідь про результати розслідування, що підтверджували штучний характер голоду. "Конгресмени США, що виступили на цьому засіданні — Д. Майк, В. Брумфільд, Б. Гільман та інші — підкреслили «виключну важливість проробленої роботи і цінність доповіді». Зважаючи на це, КГБ рекомендував «враховувати викладену інформацію при підготовці до виїздів за кордон, насамперед представників наукової і творчої інтелігенції, для вчинення аргументованої протидії підривним діям супротивника».

## Прорив інформаційної блокади
Саме 1987 рік можна вважати часом остаточного перелому в інформаційному протистоянні між КГБ та української діаспорою. Кагебістська кампанія з тріском провалилася. 25 грудня цього року Володимир Щербицький у доповіді, присвяченій 70-річчю створення УРСР, вже згадав про факт голоду. Наступного року в українській радянській пресі почали з'являтися перші публікації про голод, і їх кількість постійно зростала.
Інформаційну блокаду, яка утримувалася комуністами більш як півстоліття, врешті, було прорвано. Світ та Україна відкрили для себе страшну правду про злочин геноциду 1932–1933 років.

## Джерело
- Підготовлено за матеріалами книги «Голодомор 1932—1933 в Україні за документами ГДА СБУ. Анотований довідник» (Упорядники В. Даниленко (відп. упорядник), Л. Аулова, В. Лавренюк. Видано Центром досліджень визвольного руху спільно із ГДА СБУ в листопаді 2010 року).